# Petrus Jonæ Helsingus
Petrus Jonæ Helsingus, född 1538 i Hälsingland, död 4 december 1607 i Strängnäs, var biskop i Strängnäs stift 1586-1607.

## Biografi
Petrus Jonæ Helsingus föräldrar och födelseår är okända, men tillnamnet antyder att han kom från Hälsingland. År 1562 var han bland de studerande i Rostock, 1565 i Greifswald, 1567 magister i Rostock. Han återvände kort därefter till Sverige och anges 1570 ha varit lektor och senast 1571 professor vid universitetet i Uppsala.
Under det kort därefter inträffade liturgiska oväsendet uppträdde Petrus Jonæ Helsingus som den lutherska lärans verksamme och nitiske försvarare, dels genom predikningar och dels i disputationer med Kloster-Lasse, Fecht och andra jesuiter. Medan Johan III i februari 1577 genomdrev liturgiens antagande på riksdagen och kyrkomötet i Stockholm, var de motsträviga Uppsalaprofessorerna förvisade till Svartsjö slott. På grund av en kungen misshaglig berättelse rörande Kloster-Lasse miste Petrus Jonæ och hans kolleger sina inkomster, skildes från all ämbetsutövning samt fick sin personliga frihet inskränkt. 
Efter någon tid lade sig Johans vrede, men då universitetet till följd av pesten stängdes sommaren 1580, flyttade Petrus till kyrkoherdebostället i Funbo socken. 1581 kallades Petrus Jonæ åter till Stockholm, till samtal med kungen. Då varken hotelser eller löften inverkade på hans övertygelse, kastadeshan i fängelse och han skulle enligt kungens beslut förvisas till en avlägsen ort vid ryska gränsen, då han på hösten samma år fick tillfälle att fly undan. Han skyndade till Nyköping och ställde sig under hertig Karls beskydd. Men då han ej ens där ansåg sig säker, begav han sig över gränsen in i Bohuslän och därifrån till Lübeck. 
Återkommen till Karls hertigdöme, utnämndes han 1585 till kyrkoherde i Nyköping. Då biskopsstolen i Strängnäs blev ledig samma år, lät hertigen, konungen till trots, utvälja den honom misshaglige Petrus Jonæ till biskop. Kungen förkastade hans val och hotade hertigdömets invånare med fridlöshet, om de vidhöllo sitt val, men hertigen, hans präster och folk slöt sig omkring den oförskräckte troskämpen, och från den stunden började, med avseende på reformationen, bladet att vända sig. I maj 1586 samlades hertigdömets präster i Örebro och antog en lokal kyrkostadga, kallad Örebro artiklar. Det avgörande steget togs sedan vid prästmötet i Strängnäs (maj 1587), då stiftet enade sig om en förkastelse av Johan III:s förment katolska liturgi.
Vid Uppsala möte 1593 var Petrus Jonæ en bland de fyra närvarande biskoparna och en bland de kraftigaste försvararna av den kyrkobestämmelse, åt vilken man då gav en stadgad form. Han styrde sedan sitt stift lugnt, men med ordning och allvar, fram till sin död. Han avled i Strängnäs.

### Familj
Helsingus gifte sig första gången med Bengta Håkansdotter.
Helsingus gifte sig andra gången med Sigrid Olofsdotter, dotter till kyrkoherden i Kjula församling. Efter Helsingus död gifte Sigrid Olofsdotter sig med domprosten Israel Olavi i Linköpings församling, lektorn Nicolaus Nicolai Grubb i Linköping och biskopen Jonas Petri Gothus i Linköpings stift.

## Fotnoter
1. 1 2  Petrus Jonæ Helsingus
2. ↑  Se registrering av Petrus Jonae Helsingus i Rostocker Matrikelportal
3. ↑  Se också den befordran till magistern av Petrus Jonae Helsingus i Rostocker Matrikelportal
4. 1 2  Hagström, K. A. (1897). Strengnäs stifts herdaminne D. 1 Biskoparne ; Domprosteriets kontrakt ; Villåttinge kontrakt. Strengnäs: Westerlund. sid. 56-62. Libris 8081147